# غريغوري يافلينسكي
ولد غريغوري أليكسييفيتش يافلينسكي في 10 أبريل من عام 1952، وهو اقتصادي وسياسي روسي. ألف برنامج ال 500 يوم الذي مثل خطة لانتقال النظام السوفيتي إلى اقتصاد السوق الحرة. يافلينسكي هو الزعيم السابق لحزب يابلوكو الاجتماعي الليبرالي. ترشح ثلاث مرات لرئاسة روسيا. خاض الانتخابات ضد بوريس يلتسين في عام 1996، واحتل المركز الرابع بنسبة 7.3% من الأصوات، ثم خاضها ضد فلاديمير بوتين في عام 2000، واحتل المركز الثالث بنسبة 5.8%. منعته السلطات الروسية من الترشح إلى الانتخابات الرئاسية لعام 2012، على الرغم من جمعه مليوني توقيع من المواطنين الروس والذي يعتبر شرط الترشح. كان يافلينسكي مرشحًا عن حزب يابلوكو لمنصب الرئيس الروسي في الانتخابات الرئاسية لعام 2018، عندما خاض الانتخابات ضد بوتين وحصل على 1.05% من الأصوات، وفقًا للنتائج الرسمية.
يافلينسكي حاصل على درجة الدكتوراه في الاقتصاد من المعهد المركزي للاقتصاد الرياضي التابع لأكاديمية العلوم الروسية، كانت أطروحته للدكتوراه بعنوان (النظام الاجتماعي والاقتصادي لروسيا ومشكلة تحديثها). وهو أستاذ في الجامعة الوطنية للبحوث المدرسة العليا للاقتصاد.

## نشأته وعمله
ولد يافلينسكي في مدينة لفيف في جمهورية أوكرانيا الاشتراكية السوفياتية لأبوين يهوديين. كان والده، أليكسي يافلينسكي، ضابطًا، وكانت والدته، فيرا نوموفنا، مدرسة كيمياء في إحدى المعاهد. توفي والداه ودفنا في لفيف، يعيش شقيقه ميخائيل في نفس المدينة. تجمعه صلة قرابة مع عالم الفيزياء النووية ناتان يافلينسكي.
كان بطل جمهورية أوكرانيا الاشتراكية السوفياتية في ملاكمة الناشئين في عامي 1967 و1968. قرر أن يكتسب خبرة في مجال الاقتصاد خلال سنوات دراسته. درس في معهد بليخانوف للاقتصاد الوطني في موسكو من عام 1967 إلى عام 1976، وتلقى منهجًا للدراسات العليا هناك. عمل في معهد أبحاث إدارة مناجم الفحم في الاتحاد السوفيتي بعد الانتهاء من دراساته العليا. تولى مهمة صياغة تعليمات عمل موحدة وجديدة لصناعة الفحم. كان أول من أنجز هذه المهمة في اتحاد الجمهوريات الاشتراكية السوفياتية. توجب على يافلينسكي زيارة المناجم لأداء واجباته. كادت إحدى زياراته أن تنتهي بشكل مأساوي عندما انهار المنجم أثناء وجوده. أمضى حينها مع أربعة عمال عشر ساعات في الماء المثلج في انتظار المساعدة، توفي ثلاثة من زملائه المصابين في المستشفى بعد إنقاذهم. قضى يافلينسكي أربع سنوات في هذه الوظيفة، واعتبرها فرصةً لرؤية العالم المختبئ وراء ملصقات الدعاية. تحدث عن الظروف القاسية التي يعيش ويعمل فيها عمال مناجم الفحم، لكن تقاريره لم يكن لها أي تأثير. عيّن يافلينسكي في اللجنة الدولية للاتحاد السوفياتي للعمل والشؤون الاجتماعية وكان المسؤول عن قطاع الصناعة الثقيلة في عام 1980. بدأ في تطوير مشروعه الذي يهدف إلى تحسين نظام العمل في الاتحاد السوفياتي. حدد طريقتين مختلفتين لتعزيز كفاءة النظام: إما إنشاء سيطرة كاملة على جميع العمال في البلاد أو منح الشركات مزيدًا من الاستقلالية بدلًا من ذلك. لم يحظى تقريره عن المشروع بأصداء إيجابية لدى رئيس اللجنة الدولية للعمل يوري باتالين. صادر جهاز المخابرات السوفيتية 600 نسخة من مسودة تقرير تعود ليافلينسكي واستجوب عدة مرات من بعدها. تخلص من ملاحقة المخابرات له عندما توفي بريغنيف في عام 1982. اضطر إلى التوقف عن العمل عندما شخصت إصابته بالسل، وأرسل حينها إلى منشأة طبية مغلقة لمدة تسعة أشهر. أحرقت مسودات تقريره مع ممتلكاته الشخصية الأخرى باعتبارها معدية.
شغل منصبًا إداريًا في وزارة العمل ثم في مجلس وزراء الاتحاد السوفياتي في عام 1984.  كان عليه أن ينضم إلى الحزب الشيوعي للاتحاد السوفيتي، الذي كان عضوًا فيه خلال عامي 1985-1991. شغل منصب رئيس الدائرة الاقتصادية المشتركة لحكومة اتحاد الجمهوريات الاشتراكية السوفياتية. عيّن رئيسًا للجنة الإصلاحات الاقتصادية في عام 1989.

## الإصلاحات الاقتصادية ما بعد الاتحاد السوفيتي 1990-1992
بدأ التزام يافلينسكي باقتصاد السوق عندما كتب برنامج 500 يوم في عام 1990، وهو برنامج موجه للاتحاد السوفيتي اقترح فيه الانتقال السريع من الاقتصاد المخطط مركزيًا إلى اقتصاد السوق الحر في أقل من عامين. عُيّن يافلينسكي نائبًا لرئيس مجلس الوزراء في جمهورية روسيا الاتحادية الاشتراكية السوفيتية، ونائبًا لرئيس اللجنة الدولية للإصلاح الاقتصادي بهدف تنفيذ برنامجه الاقتصادي. قرر رئيس اتحاد الجمهوريات الاشتراكية السوفياتية ميخائيل غورباتشوف دمج برنامج يافلينسكي مع برنامج آخر وهو (التوجيهات الرئيسية للتنمية)، أنشأ هذا البرنامج من قبل رئيس مجلس الوزراء نيكولاي ريجكوف، الذي هدد بالاستقالة في حال رفض مشروعه. استقال يافلينسكي من الحكومة في أكتوبر 1990 عندما بدا واضحًا عدم وجود نية جدية لتنفيذ مشروعه. أسس بعدها مركز الأبحاث الخاص به (مركز إبي)، والذي جمع العديد من أعضاء فريقه في برنامج الـ500 يوم وهم سيرجي إيفانينكو، وأليكسي ميلنيكوف، وأليكسي ميخائيلوف.
عمل يافلينسكي في جامعة هارفارد في صيف عام 1991، وشارك خلالها في تأليف برنامج إصلاح جديد بالاشتراك مع غراهام أليسون، الذي قدم منصة مفاوضات غورباتشوف مع مجموعة الدول السبع حول المساعدات المالية لدعم الانتقال إلى اقتصاد السوق. بعد فشل الانقلاب المتشدد ضد غورباتشوف ويلتسين في أغسطس 1991، عيّن نائبًا لرئيس لجنة إدارة الاقتصاد الوطني التي عملت بدلًا من الحكومة السوفيتية. طلب الرئيس الجديد لجمهورية روسيا الاتحادية الاشتراكية السوفياتية بوريس يلتسين من يافلينسكي العودة إلى الحكومة وفكر في تعيينه رئيسًا للوزراء. استطاع يافلينسكي التفاوض لإجراء اتحاد اقتصادي بين الجمهوريات السوفيتية. وقعت الاتفاقية في مدينة ألماتا من قبل ممثلي اثنتي عشرة جمهورية في 18 أكتوبر 1991.  وقع يلتسين على اتفاقيات بيلوفيتشا، التي أدت إلى تفكك الاتحاد السوفيتي وتمزق جميع الروابط السياسية والاقتصادية بين الجمهوريات السوفيتية السابقة، ما دفع يافلينسكي إلى مغادرة الحكومة مرة أخرى احتجاجًا على تصرفات يلتسين. بدأ يافلينسكي حياته السياسية الخاصة بعد عام من ذلك.
أطلق يلتسين وإيغور غايدار ما يعرف بإصلاحات العلاج بالصدمة في يناير 1992، انتقد يافلينسكي هذه السياسة بشكل صريح، وأكد على الاختلافات بين برنامجه وبرنامج إصلاح غايدار.
عمل يافلينسكي كمستشار لبوريس نيمتسوف الذي كان حاكم منطقة نيجني نوفغورود في عام 1992. طور يافلينسكي برنامج إصلاح اقتصادي إقليمي لصالح نيمتسوف. تباعدت مساراتهم في وقت لاحق، إذ انحاز نيمتسوف إلى حكومة يلتسين في معظم القضايا، وأصبح في النهاية نائبًا لرئيس الوزراء وأحد مؤسسي وقادة اتحاد قوى اليمين، بينما أصبح يافلينسكي زعيم المعارضة الليبرالية.

## النشاط السياسي خلال رئاسة يلتسين 1993-2000
اشتد الصراع بين يلتسين والبرلمان حول برنامج العلاج بالصدمة في عام 1993، حصل يافلينسكي على درجات عالية في استطلاعات الرأي كمرشح رئاسي محتمل وممثل سياسي وسطي مستقل ومناهض للفساد. انضم إلى مجموعة من كبار السياسيين الذين حاولوا التوسط بين يلتسين والبرلمان في أكتوبر 1993. اندلعت الأعمال العدوانية في شوارع موسكو في 3 أكتوبر، دعا يلتسين إلى استخدام القوة ضد المسلحين في الشوارع ومواجه أنصار البرلمان المسلحين الآخرين. حدد يلتسين موعدًا لانتخابات البرلمان الجديد والاستفتاء الدستوري في 12 ديسمبر 1993، لم يكن لدى يافلينسكي حينها حزبه الخاص، واضطر إلى تجنيد الأحزاب القائمة للمشاركة وذلك لجمع كتلة انتخابية بأسرع وقت ممكن. شارك في تأسيس كتلته ثلاثة من الأحزاب هم: الحزب الجمهوري لروسيا الاتحادية، والحزب الاشتراكي الديمقراطي لروسيا، والحزب الديمقراطي المسيحي لروسيا، يميل جميع هذه الأحزاب في معظم القضايا نحو معسكر يلتسين.
كانت الأسماء الثلاثة الأولى على القائمة هي: يافلينسكي، ويوري بولديريف (مراقب الدولة السابق والديمقراطي المعارض)، وفلاديمير لوكين (سفير روسيا لدى الولايات المتحدة). سميت الكتلة اختصارًا يابلوكو، ونجحت في الفوز بنسبة 7.9% من الأصوات في ديسمبر 1993، وتشكيل خامس أكبر فصيل في مجلس الدوما. اشتبك بولديريف مع يافلينسكي حول مشروع قانون بشأن اتفاقيات تقاسم الإنتاج، وغادر الكتلة في عام 1995. أسس تجمع يابلوكو في مجلس الدوما جمعيته السياسية الخاصة التي أعيد تأسيسها كحزب سياسي في عام 2001.